# برنینگتری ماونتین (آلاباما)
برنینگتری ماونتین (به انگلیسی: Burningtree Mountain) یک منطقهٔ مسکونی در ایالات متحده آمریکا است که در آلاباما واقع شده‌است. برنینگتری ماونتین ۲۵۲ متر بالاتر از سطح دریا واقع شده‌است.